# Hudson Theatre
Denna artikeln handlar om Hudson Theatre i Manhattan, New York. För Hudson Theatres i Los Angeles, se  Hudson Theatres (Los Angeles).

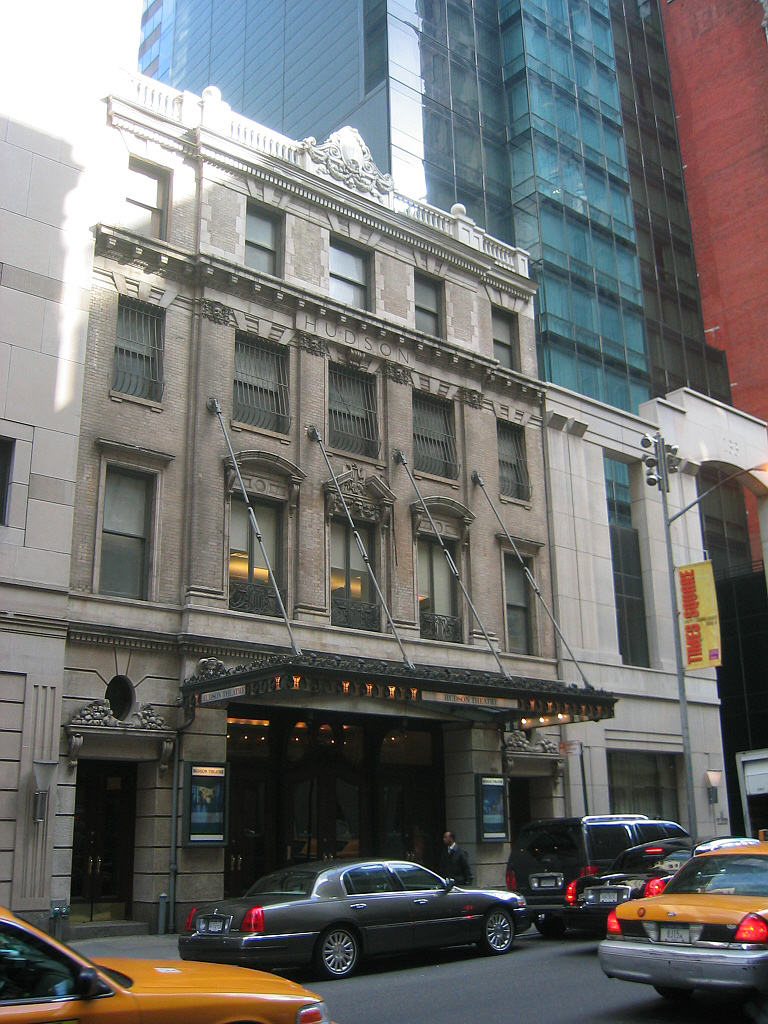
Hudson Theatre 2003.

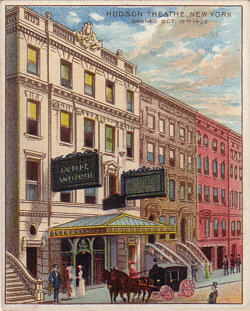
Hudson Theatre på ett vykort från 1910.

Hudson Theatre är en före detta Broadwayteater på 141 West 44th Street i midtown på Manhattan i New York. Idag används den som konferenscenter för Millennium Broadway Hotel och som TV-studio. Ståuppkomikprogrammen USA:s roligaste stand-up på Comedy Central spelas in i teatern.

## Historia
Teatern ritades av arkitekterna J.B McElfatrick, Israels & Harder år 1903 och byggdes på uppdrag av teaterproducenten Henry B. Harris. Henry B. Harris och hans fru Irene Harris var ombord på Titanic och han dog i olyckan. Hustrun överlevde och fortsatte med teatern och blev därmed den första kvinnliga teaterproducenten i New York. Hon förlorade teatern i den stora depressionen och den köptes av CBS år 1934 och användes för radioutsändningar. På 1940-talet användes den som teater igen för att efter ett köp av NBC åter användas som radio- och tevestudio. Pratprogrammet The Tonight Show hade premiär på teatern med skådespelaren Steve Allen som värd.
År 1956 köptes den av fastighetsentreprenören Abraham Hirschfeld och på 1960-talet spelades det åter teater på scenen, men fastigheten hotades konstant av rivning. Hudson Theatre byggdes om till biograf 1974 av porrfilmsdistributören Avon och 1980 blev den rock- och nattklubben Savoy. Den lyckades kulturskyddsmärkas som Historic New York City Landmark 1987 och när lyxhotellet Millennium Broadway Hotel byggdes på omgivande tomter inlemmades teatern i strukturen. Den används nu till konferenser och evenemang i hotellets regi.